# Trên sự yên tĩnh vĩnh hằng (Levitan)
Trên sự yên tĩnh vĩnh hằng là một tác phẩm do họa sĩ Isaac Ilyich Levitan sáng tác vào năm 1894. Bức tranh thể hiện mối quan hệ giữa thiên nhiên hùng vĩ và con người yếu ớt.
Levitan bắt đầu thực hiện bức tranh này vào năm 1893. Một bản phác thảo than chì cũng được lưu giữ ở phòng sưu tập Tretiakov.